# Jan Shearer
Janet Lee „Jan” Shearer (ur. 17 lipca 1958 w Dunedin) – nowozelandzka żeglarka sportowa. Srebrna medalistka olimpijska z Barcelony.
Brała udział w trzech igrzyskach (IO 88, IO 92, IO 96). W 1992 zajęła drugie miejsce w klasie 470, a partnerowała jej Leslie Egnot. W 1989 były wicemistrzyniami świata.
Jej mąż Murray Jones także był żeglarzem i olimpijczykiem, podobnie jak ich córka Gemma Jones.